# Fehér László (karnagy)
Fehér László (Budapest, 1934. február 4. – 2023. augusztus 8.) magyar karnagy.

## Életpályája
Kezdetben a pesti Nemzeti Zenedében tanult, zongorát Czöllner Editnél, szolfézst pedig Kesztler Lőrincnél. Konzervatóriumban folytatta tanulmányait. Orgonát Halász Kálmánnál és Gergely Ferencnél, zeneszerzést Sugár Rezsőnél, egyházzenét Harmat Artúrnál és Pécsi Sebestyénnél végzett.
1954-ben a józsefvárosi plébánia kántora, 1955-ben a pesti Jézus szíve templom karnagya lett. 
1962-től 2021-ig a budapesti Szent István-bazilika énekkarának karnagya. Számos oratórikus művet tanított be és vezényelt, nagy szerepet vállalt a 20. századi egyházzene népszerűsítésében és előadásában. 1984-től rendszeresen adott koncerteket a bazilika kórusával Olaszországban, Franciaországban, Németországban, Svájcban, Ausztriában és Erdélyben.
1995-ben Rómában a "Giovanni Pierluigi da Palestrina" kórusverseny zsűrijének magyar tagja volt.

## Díjai, elismerései
- Kölcsey Ferenc-díj (2006, a Magyar Kultúra Napján)
- Magyar Érdemrend lovagkeresztje (2012)
- Magyar Arany Érdemkereszt polgári tagozat (2020)
- Pro Civibus díj[3] (2022)